# Quartier des Ponts
Le quartier des Ponts, parfois nommé quartier des Ponticauds (Ponticauds étant en réalité le gentilé local des habitants de ce quartier), est un quartier de Limoges, situé approximativement le long de la rive gauche de la Vienne, entre le pont Saint-Étienne en amont et le pont Saint-Martial en aval. 
https://www.ponticauds.fr
Il est historiquement un des quartiers populaires de la ville. Sa tradition économique, sa morphologie et son lien particulier à la rivière, ont forgé l'identité culturelle et sociale particulière des Ponticauds.

## Historique
Historiquement, et jusqu'aux années 1970, le quartier s'étalait également sur la rive droite de la rivière, en amont du pont Saint-Étienne, dans une zone qui s'appelait Port du Naveix et dont les habitations anciennes furent rasées pour accueillir de nouveaux équipements municipaux (notamment la patinoire olympique). Ce qu'il reste du quartier de l'Abbessaille (en grande partie rasé vers 1900) est le seul témoignage persistant de cet habitat sur la rive droite.
Le quartier des Ponts est l'une des plus anciennes zones habitées de Limoges et possédait un mode de vie, une activité et une économie tournés vers la rivière, avec notamment la réception du bois flottant descendu des forêts en amont pour l'alimentation des fours à porcelaine, mais aussi le dragage du sable dans le lit de la Vienne, ainsi que la pêche et autres activités nautiques diverses et variées. 
Le quartier était également au centre d'une véritable « pépinière » d'entreprises qui utilisaient alors l'eau de la rivière pour leurs activités (fabriques de porcelaine, brasseries, salaisons, usines électriques, usines de chaussures etc.). 
Le quartier possédait donc, jusqu'aux années 1950, une sociologie particulière : très majoritairement ouvrier, on y votait très à gauche et on y a parlé l'occitan limousin jusque très tard, avec un accent reconnaissable entre tous, « l'accent des Ponts » que tout Limougeaud sait reconnaître.
La dénomination de quartier des Ponts revêt donc dans le plan urbain, l'histoire de la ville et l'esprit des Limougeauds, une dimension sociale particulière, très liée à la culture occitane et ouvrière de la ville. Louis Goujaud, personnalité socialiste locale, candidat à la mairie en 1908, opposé au maire socialiste Léon Betoulle en 1912, est un des Ponticauds symboliques du début du XXe siècle.

## www.ponticauds.fr
1. ↑  « La fin du quartier », sur ponticauds.com (consulté le 14 juin 2019)
2. ↑  Centre France, « Rendez-vous - La Fête des Ponts de Limoges, un marqueur identitaire », sur www.lepopulaire.fr (consulté le 14 juin 2019)
3. ↑  Équipe 7alimoges, « En Lemosin, chez les Ponticauds » (consulté le 14 juin 2019)
4. ↑  Laurent Bourdelas, Histoire de Limoges, Geste, La Crèche, 2014.